# Det københavnske primærgadenet
 Der er for få eller ingen kildehenvisninger i denne artikel, hvilket er et problem. Du kan hjælpe ved at angive troværdige kilder til de påstande, som fremføres i artiklen.

Det Københavnske Primærgadenet er en fællesbetegnelse for en række infrastrukturprojekter i Københavns Kommune, udarbejdet i perioden 1954 til begyndelsen af 70'erne.
Grundet folkelig modstand og oliekrisen i 1973, er kun enkelte dele af dette system blevet realiseret.
Som følge af planernes opgivelse, blev arealreservationerne og byggelinjerne for primærgadernes linjeføring ophævet i forbindelse med Københavns Kommunes første kommuneplan i 1989.

## Primærgadernes rolle
Primærgaderne i København var tænkt som en del af det regionale vejnet, og tjente en overordnet rolle i Stadsingeniørens overordnede trafikdifferentieringsplaner i efterkrigsårene.
Det planlagte primærgadenet i København var ikke kun tænkt anlagt for at lette gennemfarten af regional trafik, men i samme grad for at lette presset af den gennemgående trafik på de ældre bydeles gader ved at koncentrere motortrafikken på primærgaderne frem for det øvrige gadenet. Som et led i disse planer opgav man sidst i 1950'erne de hidtil planlagte udvidelser af Vestergade og Kompagnistræde, mens Strøget i 1962 blev omlagt til gågade, trods visse protester.
Mens interne trafiksaneringsrapporter afviger, var trafikdifferentieringsplanerne i planerne for København i sidste halvdel af 60'erne opbygget på et hierarki for gadeklassificering bestående af fire stadier. Til sammenligning bestod det lignende system i planerne for Køge Bugt-områdets udbygning af fem.
Foruden et system af gågader, bestod det foreslåede differentieringsprincip af følgende elementer og gadetypologier:

### Bygningsgrupperingerne
Adgangsgadernes/lokalgadernes hovedfunktion er at forbinde de enkelte bygninger indbyrdes med de omgivende overordnede gadenet.

### Bolig- og erhvervskvartererne
Kvartergadernes/fordelingsgadernes hovedfunktion er at forbinde kvarterets grupperinger af boliger, erhvervsbygninger, etc. indbyrdes og med kvarterets hovedtrafikmål, dvs. skole, børneinstitutioner, butiksansamlinger og andre lokale fællesanlæg med distriktgadenettet.

### Bydistrikterne
Distriktgadernes/cirkulationsgadernes hovedfunktion er at forbinde distriktets kvarterer såvel indbyrdes med distriktet hovedtrafikmål, dvs. forretningsstrøg, industri- og erhvervsområder, institutionskomplekser samt med distriktets vejporte til den øvrige del af regionen.

### Regionen
Primærgadernes/de regionale vejes hovedfunktion er at forbinde regionens distrikter indbyrdes og med de regionale hovedtrafikmål, dvs. cityområder, storcentre, erhvervskoncentrationer, lufthavne og andre trafikterminaler, regionale rekreationsområder, regionens vejporte til det øvrige land. Det københavnske primærgadenet er en del af hovedstadsområdets regionalvejnet.

## Primærgadenettet generelt
Primærgadenettet af 1954 repræsenterede den første bearbejdning af det i Fingerplanen skitserede skematiserede regionalvejnet fra 1947. Med denne plan blev de hidtil abstrakte, principielle linjeføringer af regionalvejnettet konkretiseret ud fra Københavns eksisterende bystruktur.
Det foreslåede primærgadenet i København ændrede karakter og linjeføring gentagne gange fra 1954 indtil den antagne endelige udformning blev fastslået i januar 1972.
De mest skelsættende ændringer i nettet siden 1954 skete i 1960, 1968 og 1972.
Mens der i 1954 var tale om et net bestående af en række højklassede niveaugader med enkelte krydsninger ude af niveau, endte systemet med hovedsageligt at bestå af motorgader af forskellig standard.
En motorgade specificeres som en motorvej af lavere standard, der er tilpasset et urbant miljø. Dette vil sige at motorgader anlægges med en lavere dimensioneringshastighed, hvilket betyder at anlægget udføres med stejlere ramper, strammere kurveradier og tættere placerede tilslutningsanlæg end på en konventionel motorvej. Dette indvirker at hastigheden er lavere. Herudover udstyres sådanne gadeanlæg med ensrettede parallelgader á mindst 2 vognbaner med dertilhørende cykelstier og fortove. Lyngbyvej er det eneste eksempel på en typisk motorgades udformning.
Herudover findes også semimotorgader, der følger samme princip, blot med en endnu lavere dimensioneringshastighed og en udformning som niveaugade af højere standard.
Sådanne gader udformes i princip som gade med 4 kørespor i hver retning, hvor de 2 kørespor nærmest midterrabatten enten forsænkes eller hæves over alle større skærende veje, mens de 2 yderste kørespor samt disses fortove og cykelstier krydser alle gader i niveau.
Til- og frakørsel mellem de gennemgående kørespor og lokalsporene sker ved fletning af trafik mellem køresporene på strækninger hvor disse forløber parallelt og i samme niveau som de gennemgående kørespor. Et eksempel på et sådanne anlæg kan være Avenue Louise (en) i Bruxelles.
Fra Københavns Kommunes teknikeres side, blev der specificeret at motorgadestrækningerne skulle udstyres med parallelgader, der dels skulle betjene kollektiv trafik, lokal biltrafik, cykel- og gangtrafik, dels give adgang til tilstødende bygader. Man ville hermed med en sådanne udformning forbedre orienteringsmulighederne samt lette retableringen af de tilstødende gadenet.
Primærgadenettet af januar 1972 bestod af følgende radiallinjer:
- Lyngbymotorvejen (Helsingørmotorvejen)

- Hareskovmotorvejen (Hillerødmotorvejen)
- Frederikssundmotorvejen
- Nordre Vestmotorvej (Holbækmotorvejen)
- Søndre Vestmotorvej (Køge Bugt Motorvejen)
- Digemotorvejen
- Østamagervejen

Herudover kom følgende ringforbindelser:
- Motorringvejen-Sverigesforbindelsen (Motorring 3)
- Ydre Ringgade-Kroneløbsforbindelsen
- Indre Ringgade